# أحياء ومناطق برلين

أحياء ومناطق برلين

برلين هي مدينة واحدة من ولايات ألمانيا الاتحادية ( دولة مدينة ). منذ الإصلاح الإداري في عام 2001، كان يتألف من اثني عشر أو منطقة ( (بالألمانية: Bezirke)‏ تُلفظ بالألمانية: [bəˈtsɪʁkə] )، لكل منها حكومتها المحلية، على الرغم من أن جميع الأحياء تخضع لمدينة برلين وحكومة الولاية.
ويخضع كل حي من قبل مجلس (Bezirksamt) مع خمسة أعضاء المجالس (Bezirksstadträte) وعمدة البلدة (Bezirksbürgermeister). يتم انتخاب مجلس البلدة من قبل جمعية البلدة ( Bezirksverordnetenversammlung ). سلطة الحكومات المحلية محدودة وخاضعة لمجلس الشيوخ في برلين. يشكل رؤساء البلديات مجلس العمد ( Rat der Bürgermeister بقيادة العمدة الحاكم في المدينة)، الذي يقدم المشورة لمجلس الشيوخ.

## التاريخ

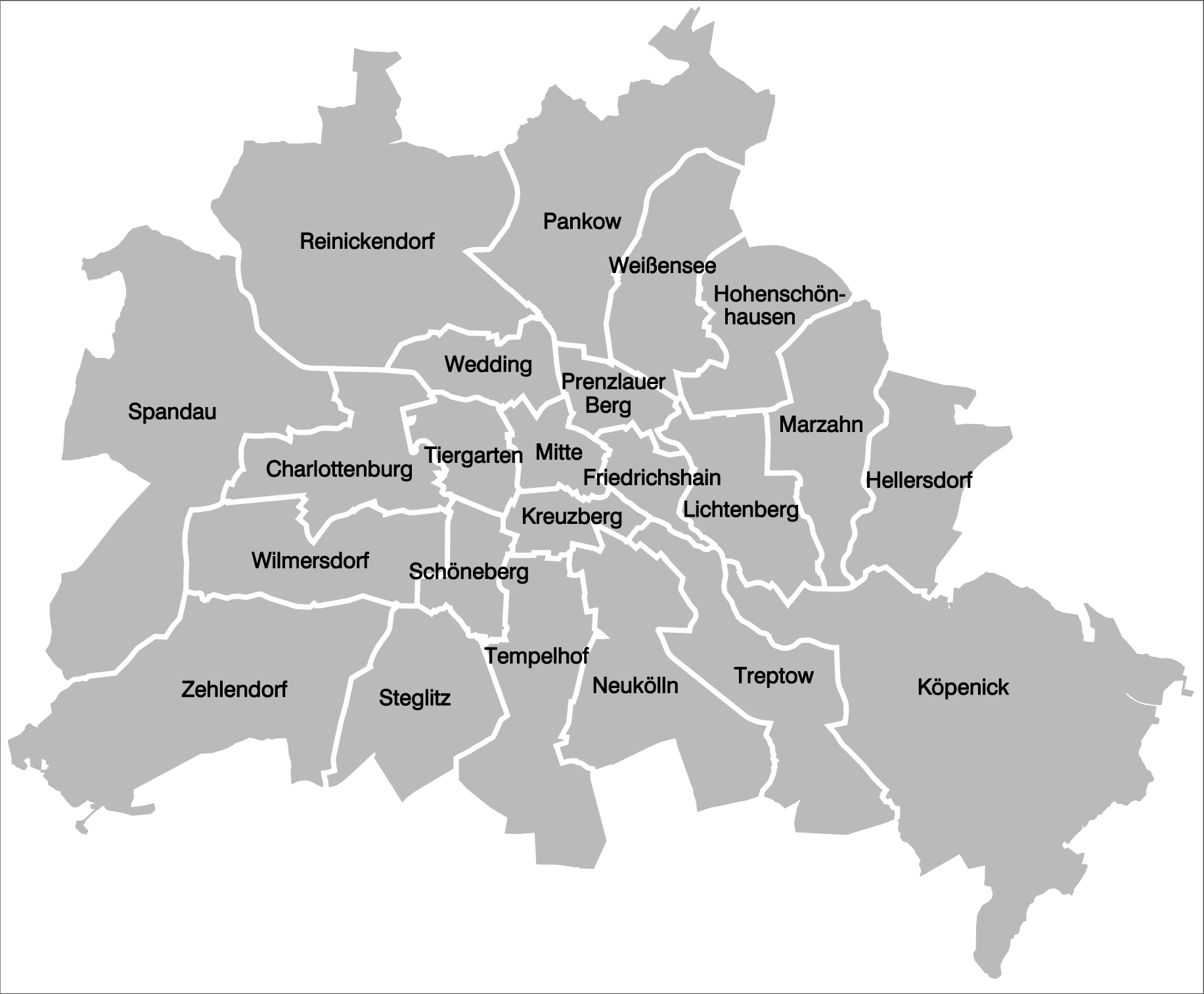
ثلاثة وعشرون حيًا سابقًا (1990-2000)

## بورو
دمج الإصلاح الإداري في عام 2001 الأحياء القائمة في الأحياء الـ 12 الحالية، على النحو المبين أدناه.
| بورو                     | تعداد السكان </br> 31 مارس 2010 | منطقة </br> بالكيلومتر² | كثافة </br> لكل كيلومتر مربع | خريطة               |
| ------------------------ | ------------------------------- | ----------------------- | ---------------------------- | ------------------- |
| شارلوتنبورج فيلمرسدورف   | 319،628                         | 64.72                   | 4،878                        | 12 Bezirke من برلين |
| Friedrichshain-Kreuzberg | 268،225                         | 20.16                   | 13،187                       | 12 Bezirke من برلين |
| ليشتنبرغ                 | 259،881                         | 52.29                   | 4،952                        | 12 Bezirke من برلين |
| Marzahn-Hellersdorf      | 248،264                         | 61.74                   | 4046                         | 12 Bezirke من برلين |
| ميته                     | 332،919                         | 39.47                   | 8،272                        | 12 Bezirke من برلين |
| نويكولن                  | 310،283                         | 44.93                   | 6،804                        | 12 Bezirke من برلين |
| Pankow                   | 366،441                         | 103.01                  | 3،476                        | 12 Bezirke من برلين |
| Reinickendorf            | 240454                          | 89.46                   | 2،712                        | 12 Bezirke من برلين |
| سبانداو                  | 223،962                         | 91.91                   | 2،441                        | 12 Bezirke من برلين |
| Steglitz-Zehlendorf      | 293.989                         | 102.50                  | 2،818                        | 12 Bezirke من برلين |
| تمبلهوف-شونبيرج          | 335،060                         | 53.09                   | 6،256                        | 12 Bezirke من برلين |
| تريبتو كوبنيك            | 241،335                         | 168.42                  | 1،406                        | 12 Bezirke من برلين |

## شعار

كل الشعارات (التيار مثل تلك في الفترة 1990-2001) لديها بعض النقاط المشتركة: درع لديه شكل إسباني والإكليل ويمثله تاج: 3 أبراج من الطوب الأحمر مع شعار برلين في الوسط.
لقد غيّرت معظم شعارات المناطق الحالية للبلدة 
| وصلة= </br> شارلوتنبورج فيلمرسدورف | وصلة= </br> Friedrichshain-Kreuzberg | وصلة= </br> ليختنبرغ | وصلة= </br> Marzahn-Hellersdorf | وصلة= </br> ميته | وصلة= </br> نويكولن | وصلة= </br> Pankow | وصلة= </br> Reinickendorf | وصلة= </br> سبانداو | وصلة= </br> Steglitz-Zehlendorf | وصلة= </br> تمبلهوف-شونبيرج | وصلة= </br> تريبتو كوبنيك |

## المحليات
(01) ميته
| محلة                       | منطقة </br> بالكيلومتر² | تعداد السكان </br> اعتبارًا من عام 2008 | كثافة </br> السكان لكل كيلومتر مربع | خريطة            |
| -------------------------- | ----------------------- | -------------------------------------- | ----------------------------------- | ---------------- |
| وصلة= (0101) ميته          | 10.70                   | 79،582                                 | 7445                                | خريطة منطقة ميته |
| وصلة= (0102) موابيت        | 7.72                    | 69425                                  | 8،993                               | خريطة منطقة ميته |
| وصلة= (0103) Hansaviertel  | 0.53                    | 5889                                   | 11111                               | خريطة منطقة ميته |
| وصلة= (0104) Tiergarten    | 5.17                    | 12،486                                 | 2،415                               | خريطة منطقة ميته |
| وصلة= (0105) زفاف          | 9.23                    | 76363                                  | 8،273                               | خريطة منطقة ميته |
| وصلة= (0106) Gesundbrunnen | 6.13                    | 82،729                                 | 13،496                              | خريطة منطقة ميته |

(02) فريدريش شاين-كروزبرج
| محلة                      | منطقة </br> بالكيلومتر² | تعداد السكان </br> اعتبارًا من عام 2008 | كثافة </br> السكان لكل كيلومتر مربع | خريطة                                |
| ------------------------- | ----------------------- | -------------------------------------- | ----------------------------------- | ------------------------------------ |
| وصلة= (0201) فريدريش شاين | 9.78                    | 114،050                                | 11662                               | خريطة منطقة Friedrichshain-Kreuzberg |
| وصلة= (0202) كروزبرج      | 10.40                   | 147227                                 | 14184                               | خريطة منطقة Friedrichshain-Kreuzberg |

(03) بانكوف
| محلة                                   | منطقة </br> بالكيلومتر² | تعداد السكان </br> اعتبارًا من عام 2008 | كثافة </br> السكان لكل كيلومتر مربع | خريطة             |
| -------------------------------------- | ----------------------- | -------------------------------------- | ----------------------------------- | ----------------- |
| وصلة= (0301) برينزلوير بيرج            | 11.00                   | 142319                                 | 12991                               | خريطة منطقة بانكو |
| وصلة= (0302) ويسنسي                    | 7.93                    | 45485                                  | 5736                                | خريطة منطقة بانكو |
| وصلة= (0303) بلانكينبرج                | 6.03                    | 6550                                   | 1،086                               | خريطة منطقة بانكو |
| وصلة= (0304) Heinersdorf               | 3.95                    | 6580                                   | 1،666                               | خريطة منطقة بانكو |
| وصلة= (0305) كارو                      | 6.65                    | 18،258                                 | 2،746                               | خريطة منطقة بانكو |
| وصلة= (0306) Stadtrandsiedlung Malchow | 5.68                    | 1،166                                  | 205                                 | خريطة منطقة بانكو |
| وصلة= (0307) بانكوف                    | 5.66                    | 55854                                  | 9،868                               | خريطة منطقة بانكو |
| وصلة= (0308) بلانكنفيلدي               | 13.40                   | 1،917                                  | 144                                 | خريطة منطقة بانكو |
| وصلة= (0309) بوخ                       | 18.20                   | 13،188                                 | 727                                 | خريطة منطقة بانكو |
| وصلة= (0310) Französisch Buchholz      | 12.00                   | 18766                                  | 1،560                               | خريطة منطقة بانكو |
| وصلة= (0311) نيدرشونهاوزن              | 6.49                    | 26903                                  | 4،145                               | خريطة منطقة بانكو |
| وصلة= (0312) روزنتال                   | 4.90                    | 8933                                   | 1،823                               | خريطة منطقة بانكو |
| وصلة= (0313) فيلهلمسروه                | 1.37                    | 7،216                                  | 5،267                               | خريطة منطقة بانكو |

(04) شارلوتنبورج-ولمرسدورف
| محلة                          | منطقة </br> بالكيلومتر² | تعداد السكان </br> اعتبارًا من عام 2008 | كثافة </br> السكان لكل كيلومتر مربع | خريطة                                |
| ----------------------------- | ----------------------- | -------------------------------------- | ----------------------------------- | ------------------------------------ |
| وصلة= (0401) شارلوتنبورغ      | 10.60                   | 118،704                                | 11198                               | خريطة منطقة شارلوتينبرغ- Wilmersdorf |
| وصلة= (0402) ويلمرسدورف       | 7.16                    | 92،815                                 | 12963                               | خريطة منطقة شارلوتينبرغ- Wilmersdorf |
| وصلة= (0403) شمارجيندورف      | 3.59                    | 19،750                                 | 5،501                               | خريطة منطقة شارلوتينبرغ- Wilmersdorf |
| وصلة= (0404) جرونوالد         | 22.30                   | 10،014                                 | 448                                 | خريطة منطقة شارلوتينبرغ- Wilmersdorf |
| وصلة= (0405) وستند            | 13.50                   | 37883                                  | 2800                                | خريطة منطقة شارلوتينبرغ- Wilmersdorf |
| وصلة= (0406) شارلوتنبورغ-نورد | 6.20                    | 17،327                                 | 2،795                               | خريطة منطقة شارلوتينبرغ- Wilmersdorf |
| وصلة= (0407) هالينسي          | 1.27                    | 13966                                  | 10997                               | خريطة منطقة شارلوتينبرغ- Wilmersdorf |

(05) سبانداو
| محلة                            | منطقة </br> بالكيلومتر² | تعداد السكان </br> اعتبارًا من عام 2008 | كثافة </br> السكان لكل كيلومتر مربع | خريطة               |
| ------------------------------- | ----------------------- | -------------------------------------- | ----------------------------------- | ------------------- |
| وصلة= (0501) سبانداو            | 8.03                    | 33433                                  | 4،164                               | خريطة منطقة Spandau |
| وصلة= (0502) Haselhorst         | 4.73                    | 13668                                  | 2891                                | خريطة منطقة Spandau |
| وصلة= (0503) سيمنسشتات          | 5.66                    | 11388                                  | 2،012                               | خريطة منطقة Spandau |
| وصلة= (0504) ستاكين             | 10.90                   | 41،470                                 | 3810                                | خريطة منطقة Spandau |
| وصلة= (0505) جاتو               | 10.10                   | 3،908                                  | 386                                 | خريطة منطقة Spandau |
| وصلة= (0506) كلادو              | 14.80                   | 13،628                                 | 922                                 | خريطة منطقة Spandau |
| وصلة= (0507) هاكنفيلدي          | 20.40                   | 26337                                  | 1،292                               | خريطة منطقة Spandau |
| وصلة= (0508) Falkenhagener Feld | 6.88                    | 34778                                  | 5،056                               | خريطة منطقة Spandau |
| وصلة= (0509) فيلهلمشتات         | 10.40                   | 37،080                                 | 3558                                | خريطة منطقة Spandau |

(06) ستيجليتز زيليندورف
| محلة                      | منطقة </br> بالكيلومتر² | تعداد السكان </br> اعتبارًا من عام 2008 | كثافة </br> السكان لكل كيلومتر مربع | خريطة                           |
| ------------------------- | ----------------------- | -------------------------------------- | ----------------------------------- | ------------------------------- |
| وصلة= (0601) Steglitz     | 6.79                    | 70555                                  | 10،391                              | خريطة منطقة Steglitz-Zehlendorf |
| وصلة= (0602) Lichterfelde | 18.20                   | 78338                                  | 4،300                               | خريطة منطقة Steglitz-Zehlendorf |
| وصلة= (0603) لانكويتز     | 6.99                    | 40385                                  | 5778                                | خريطة منطقة Steglitz-Zehlendorf |
| وصلة= (0604) زيليندورف    | 18.80                   | 57،902                                 | 3،075                               | خريطة منطقة Steglitz-Zehlendorf |
| وصلة= (0605) داهلم        | 8.39                    | 14966                                  | 1،784                               | خريطة منطقة Steglitz-Zehlendorf |
| وصلة= (0606) نيكولاس      | 19.60                   | 15899                                  | 811                                 | خريطة منطقة Steglitz-Zehlendorf |
| وصلة= (0607) وانسي        | 23.70                   | 9044                                   | 382                                 | خريطة منطقة Steglitz-Zehlendorf |

(07) تمبلهوف - شونبيرج
| محلة                    | منطقة </br> بالكيلومتر² | تعداد السكان </br> اعتبارًا من عام 2008 | كثافة </br> السكان لكل كيلومتر مربع | خريطة                       |
| ----------------------- | ----------------------- | -------------------------------------- | ----------------------------------- | --------------------------- |
| وصلة= (0701) شونبيرج    | 10.60                   | 116،743                                | 11،003                              | خريطة منطقة تمبلهوف-شونبيرج |
| وصلة= (0702) فريدناو    | 1.65                    | 26736                                  | 16،204                              | خريطة منطقة تمبلهوف-شونبيرج |
| وصلة= (0703) تمبلهوف    | 12.20                   | 54،382                                 | 4،458                               | خريطة منطقة تمبلهوف-شونبيرج |
| وصلة= (0704) Mariendorf | 9.38                    | 48882                                  | 5،211                               | خريطة منطقة تمبلهوف-شونبيرج |
| وصلة= (0705) مارينفيلد  | 9.15                    | 30،151                                 | 3،295                               | خريطة منطقة تمبلهوف-شونبيرج |
| وصلة= (0706) ليشتنراد   | 10.10                   | 49،451                                 | 4،896                               | خريطة منطقة تمبلهوف-شونبيرج |

(08) نويكولن
| محلة                     | منطقة </br> بالكيلومتر² | تعداد السكان </br> اعتبارًا من عام 2008 | كثافة </br> السكان لكل كيلومتر مربع | خريطة                |
| ------------------------ | ----------------------- | -------------------------------------- | ----------------------------------- | -------------------- |
| وصلة= (0801) نويكولن     | 11.70                   | 154،127                                | 13،173                              | خريطة مقاطعة نويكولن |
| وصلة= (0802) بريتز       | 12.40                   | 38334                                  | 3،091                               | خريطة مقاطعة نويكولن |
| وصلة= (0803) باكو        | 6.35                    | 38،018                                 | 5،987                               | خريطة مقاطعة نويكولن |
| وصلة= (0804) رودو        | 11.80                   | 41،040                                 | 3،478                               | خريطة مقاطعة نويكولن |
| وصلة= (0805) غروبيوسشتات | 2.66                    | 35844                                  | 13،475                              | خريطة مقاطعة نويكولن |

(09) تريبتو كوبنيك
(10) مارزان- هيلرزدورف
| محلة                   | منطقة </br> بالكيلومتر² | تعداد السكان </br> اعتبارًا من عام 2008 | كثافة </br> السكان لكل كيلومتر مربع | خريطة                            |
| ---------------------- | ----------------------- | -------------------------------------- | ----------------------------------- | -------------------------------- |
| وصلة= (1001) مرزان     | 19.50                   | 102،398                                | 5،240                               | خريطة مقاطعة Marzahn-Hellersdorf |
| وصلة= (1002) Biesdorf  | 12.40                   | 24،543                                 | 1،973                               | خريطة مقاطعة Marzahn-Hellersdorf |
| وصلة= (1003) Kaulsdorf | 8.81                    | 18732                                  | 2،126                               | خريطة مقاطعة Marzahn-Hellersdorf |
| وصلة= (1004) Mahlsdorf | 12.90                   | 26852                                  | 2،075                               | خريطة مقاطعة Marzahn-Hellersdorf |
| وصلة= (1005) هيلرزدورف | 8.10                    | 72،602                                 | 8963                                | خريطة مقاطعة Marzahn-Hellersdorf |

(11) ليشتنبرغ
| محلة                              | منطقة </br> بالكيلومتر² | تعداد السكان </br> اعتبارًا من عام 2008 | كثافة </br> السكان لكل كيلومتر مربع | خريطة                |
| --------------------------------- | ----------------------- | -------------------------------------- | ----------------------------------- | -------------------- |
| وصلة= (1101) فريدريشسفيلد         | 5.55                    | 50،010                                 | 9011                                | خريطة منطقة ليشتنبرغ |
| وصلة= (1102) كارلسهورست           | 6.60                    | 21329                                  | 3،232                               | خريطة منطقة ليشتنبرغ |
| وصلة= (1103) ليختنبرغ             | 7.22                    | 32295                                  | 4،473                               | خريطة منطقة ليشتنبرغ |
| وصلة= (1104) فالكنبرج             | 3.06                    | 1،164                                  | 380                                 | خريطة منطقة ليشتنبرغ |
| وصلة= (1106) مالشو                | 1.54                    | 450                                    | 292                                 | خريطة منطقة ليشتنبرغ |
| وصلة= (1107) Wartenberg           | 6.92                    | 2،433                                  | 352                                 | خريطة منطقة ليشتنبرغ |
| وصلة= (1109) Neu-Hohenschönhausen | 5.16                    | 53698                                  | 10،407                              | خريطة منطقة ليشتنبرغ |
| وصلة= (1110) Alt-Hohenschönhausen | 9.33                    | 41،780                                 | 4،478                               | خريطة منطقة ليشتنبرغ |
| وصلة= (1111) فن فنفل              | 2.12                    | 30،932                                 | 14،591                              | خريطة منطقة ليشتنبرغ |
| وصلة= (1112) روميلسبورج           | 4.52                    | 17567                                  | 3،887                               | خريطة منطقة ليشتنبرغ |

- لم يتم تعيين الكودين 1105 و 1108 (هذه المنطقة لمحلية Hohenschönhausen السابقة)

(12) راينكيندورف
| محلة                            | منطقة </br> بالكيلومتر² | تعداد السكان </br> اعتبارًا من عام 2008 | كثافة </br> السكان لكل كيلومتر مربع | خريطة                     |
| ------------------------------- | ----------------------- | -------------------------------------- | ----------------------------------- | ------------------------- |
| وصلة= (1201) راينكيندورف        | 10.50                   | 72،859                                 | 6939                                | خريطة منطقة Reinickendorf |
| وصلة= (1202) تيجيل              | 33.70                   | 33417                                  | 992                                 | خريطة منطقة Reinickendorf |
| وصلة= (1203) كونرادشو           | 2.20                    | 5،997                                  | 2،726                               | خريطة منطقة Reinickendorf |
| وصلة= (1204) هيليجينسي          | 10.70                   | 17،641                                 | 1،649                               | خريطة منطقة Reinickendorf |
| وصلة= (1205) فروناو             | 7.80                    | 17،025                                 | 2،183                               | خريطة منطقة Reinickendorf |
| وصلة= (1206) هيرمسدورف          | 6.10                    | 16503                                  | 2،705                               | خريطة منطقة Reinickendorf |
| وصلة= (1207) ويدمانسلوست        | 2.30                    | 10،022                                 | 4،357                               | خريطة منطقة Reinickendorf |
| وصلة= (1208) لوبارس             | 5.00                    | 4،915                                  | 983                                 | خريطة منطقة Reinickendorf |
| وصلة= (1209) ويتيناو            | 5.87                    | 22،696                                 | 3866                                | خريطة منطقة Reinickendorf |
| وصلة= (1210) Märkisches Viertel | 3.20                    | 35206                                  | 11002                               | خريطة منطقة Reinickendorf |
| وصلة= (1211) بورسيغفالدي        | 2.03                    | 6432                                   | 3،168                               | خريطة منطقة Reinickendorf |